# Campeonato Baiano 1943
In 1943 werd het 39ste Campeonato Baiano gespeeld voor voetbalclubs uit de Braziliaanse staat Bahia. De competitie werd gespeeld van 25 april 1943 tot 27 april 1944 en werd georganiseerd door de FBF. Galícia werd voor de derde keer op rij kampioen en was de eerste club van de staat die daarin slaagde.

## Eindstand
| Plaats | Club     | Wed. | W | G | V  | Saldo | Ptn. |
| ------ | -------- | ---- | - | - | -- | ----- | ---- |
| 1.     | Galícia  | 10   | 6 | 2 | 2  | 34:17 | 14   |
| 2.     | Vitória  | 10   | 6 | 2 | 2  | 29:23 | 14   |
| 3.     | Botafogo | 10   | 6 | 2 | 2  | 21:15 | 14   |
| 4.     | Ypiranga | 10   | 4 | 2 | 4  | 21:18 | 10   |
| 5.     | Bahia    | 10   | 3 | 2 | 5  | 17:13 | 8    |
| 6.     | Guarany  | 10   | 0 | 0 | 10 | 11:47 | 0    |

|  | Play-off ronde |

### Play-off ronde
| Plaats | Club     | Wed. | W | G | V | Saldo | Ptn. |
| ------ | -------- | ---- | - | - | - | ----- | ---- |
| 1.     | Botafogo | 4    | 2 | 1 | 1 | 8:7   | 5    |
| 2.     | Galícia  | 4    | 2 | 1 | 1 | 10:14 | 5    |
| 3.     | Vitória  | 4    | 1 | 0 | 3 | 12:9  | 2    |

|  | Finale |

### Finale
| Time 1   | Total | Time 2   |
| -------- | ----- | -------- |
| Galícia  | 4-2   | Botafogo |
| Botafogo | 2-1   | Galícia  |
| Galícia  | 5-1   | Botafogo |

## Kampioen
| Campeonato Baiano de 1943 |
| ------------------------- |
| GALÍCIA 3º Titel          |